# Biserica Sfântul Laurențiu din Nürnberg
Biserica Sfântul Laurențiu este o biserica evanghelică-luterană din orașul Nürnberg, Germania. Ea este una dintre cele două mari biserici din oraș, alături de Biserica Sfântul Sebald, și unul dintre cele mai importante edificii de cult ale Bisericii Evanghelice din Bavaria.

## Istorie și arhitectură
Construcția bisericii a început în anul 1250, stilul arhitectural în care au fost efectuate lucrările fiind cel gotic. Naosul a fost finalizat în anul 1400, iar lucrările la cor au început abia în anul 1439. Cele două turnuri înalte de 80 de metri au fost finalizate odată cu corul și cu altarul în anul 1477, când biserica de tip hală a fost terminată. Arhitectura ei, și mai ales fațada vestică flancată de cele două turnuri, este similară cu cea a Bisericii Sfântul Sebald, tot din Nürnberg, și cu cea a Catedralei din Bamberg. Hramul ei a fost cel al Sfântului Laurențiu, unul dintre martirii Romei.
În secolul al XVI-lea a avut loc Reforma, în urma căreia biserica inițial romano-catolică a devenit evanghelică-luterană. Prima slujbă evanghelică din biserică a avut loc în anul 1525, acest lucru făcând ca biserica să fie una dintre primele biserici protestante din Germania. Cu toate acestea, consiliul orașului a refuzat să adopte iconoclasmul Reformei, păstrând operele de artă inestimabile reprezentate de picturi, fresce și statui în memoria strămoșilor lor.
La fel ca multe alte clădiri din Nürnberg, Biserica Sfântul Laurențiu a fost avariată în timpul celui de-Al Doilea Război Mondial (1939-1945), fiind mult mai târziu restaurată. În prezent, ea este un important edificiu de cult al orașului și o celebră atracție turistică.

## Galerie de imagini

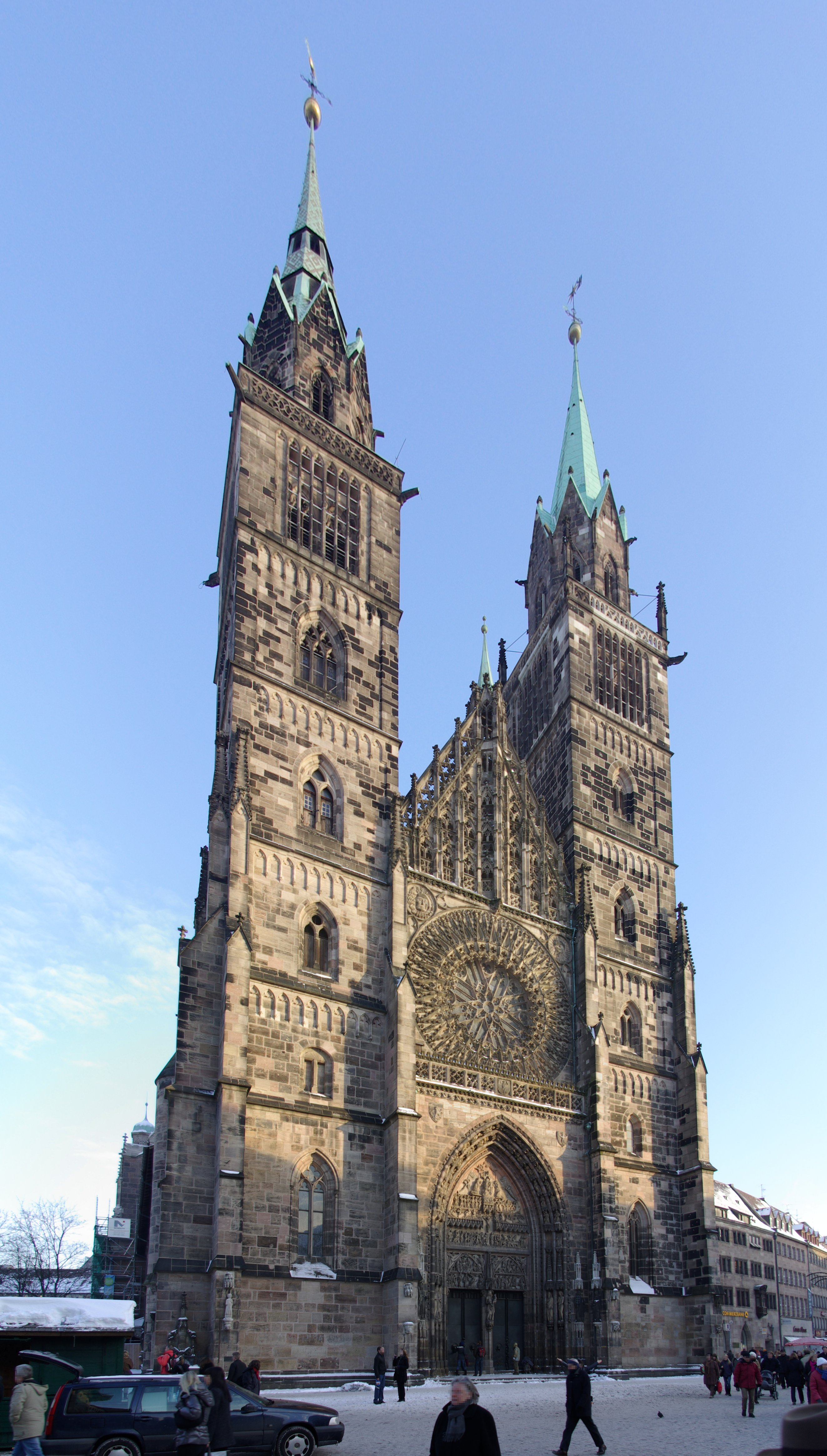
Fațada
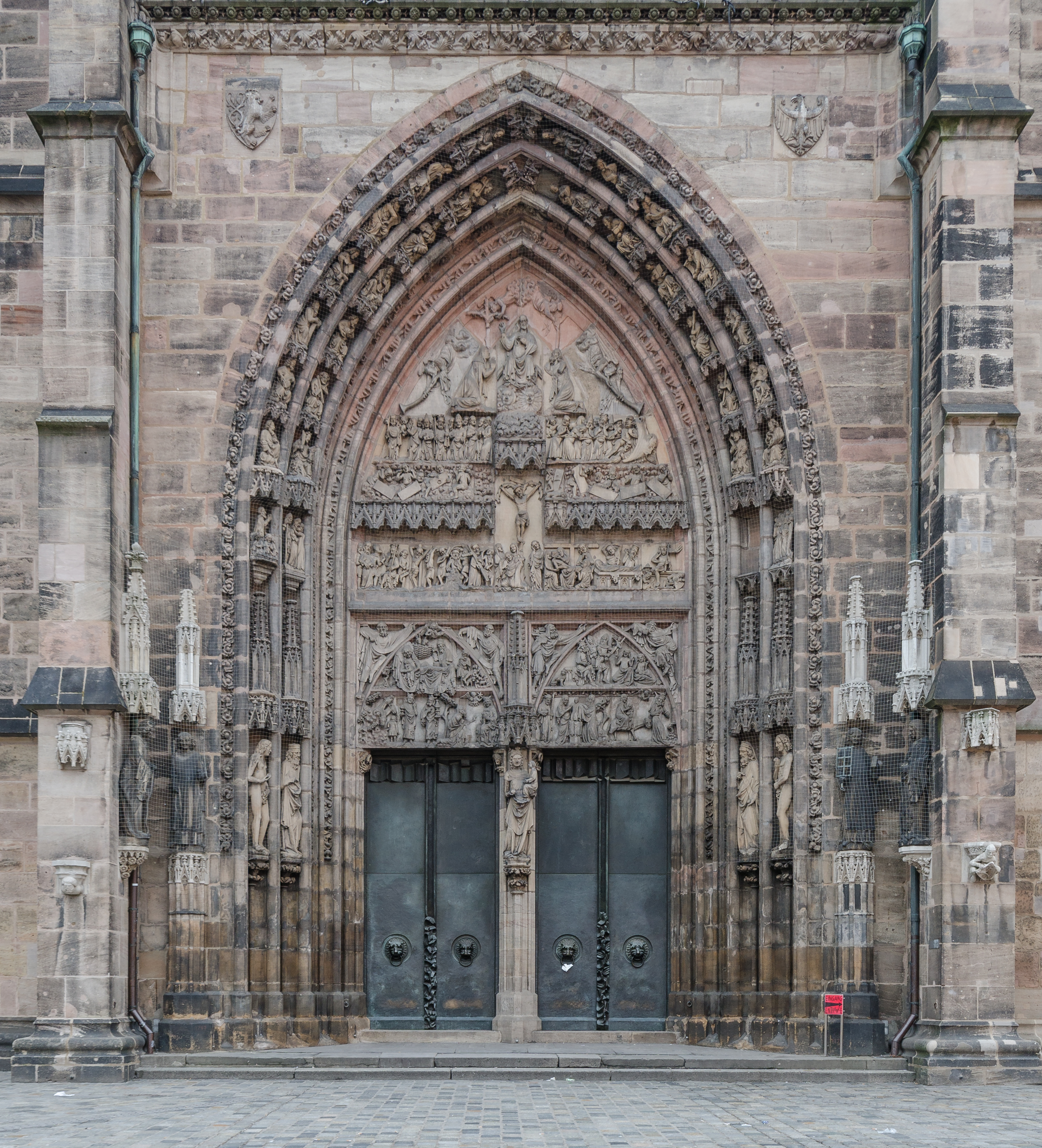
Intrarea
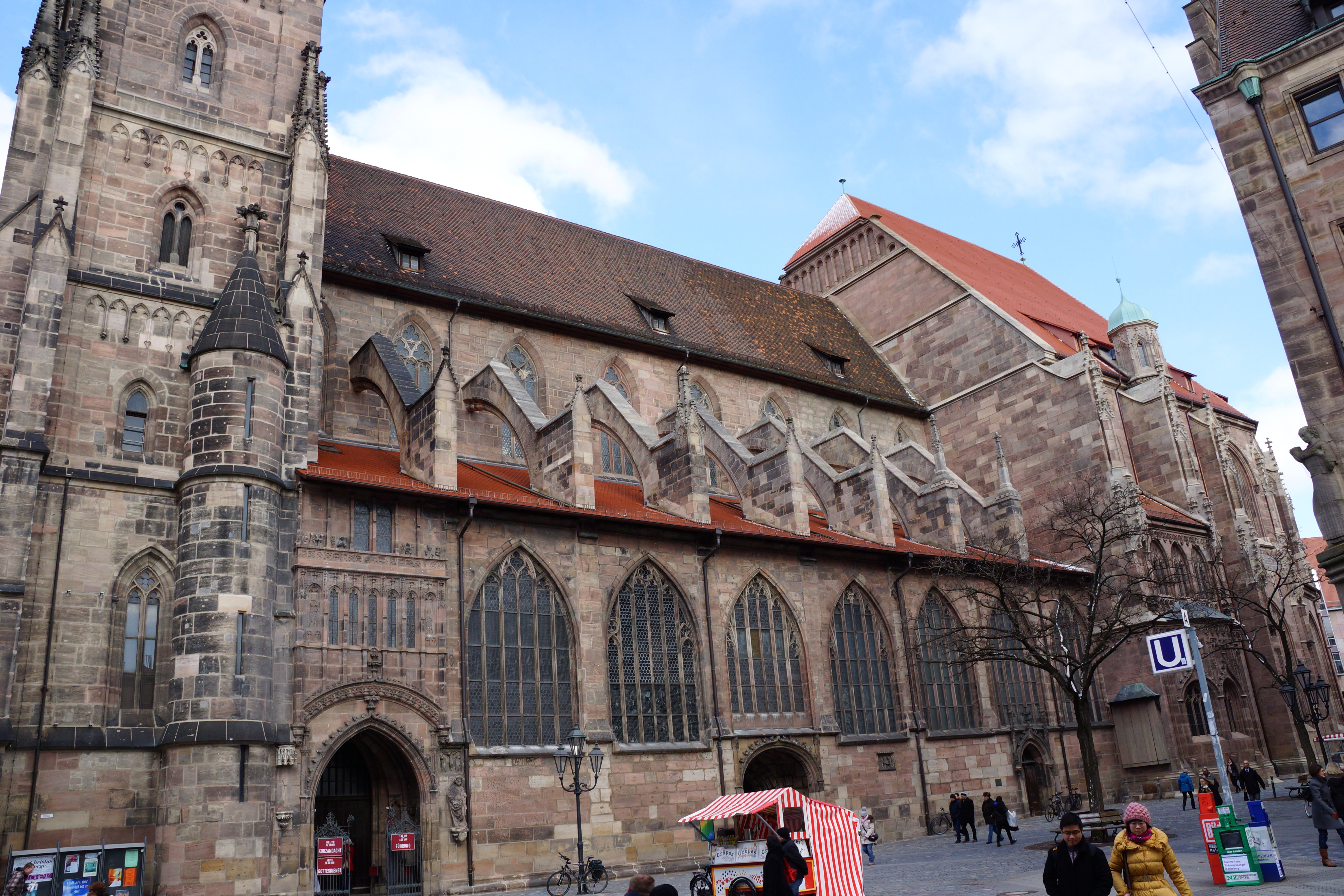
Corul
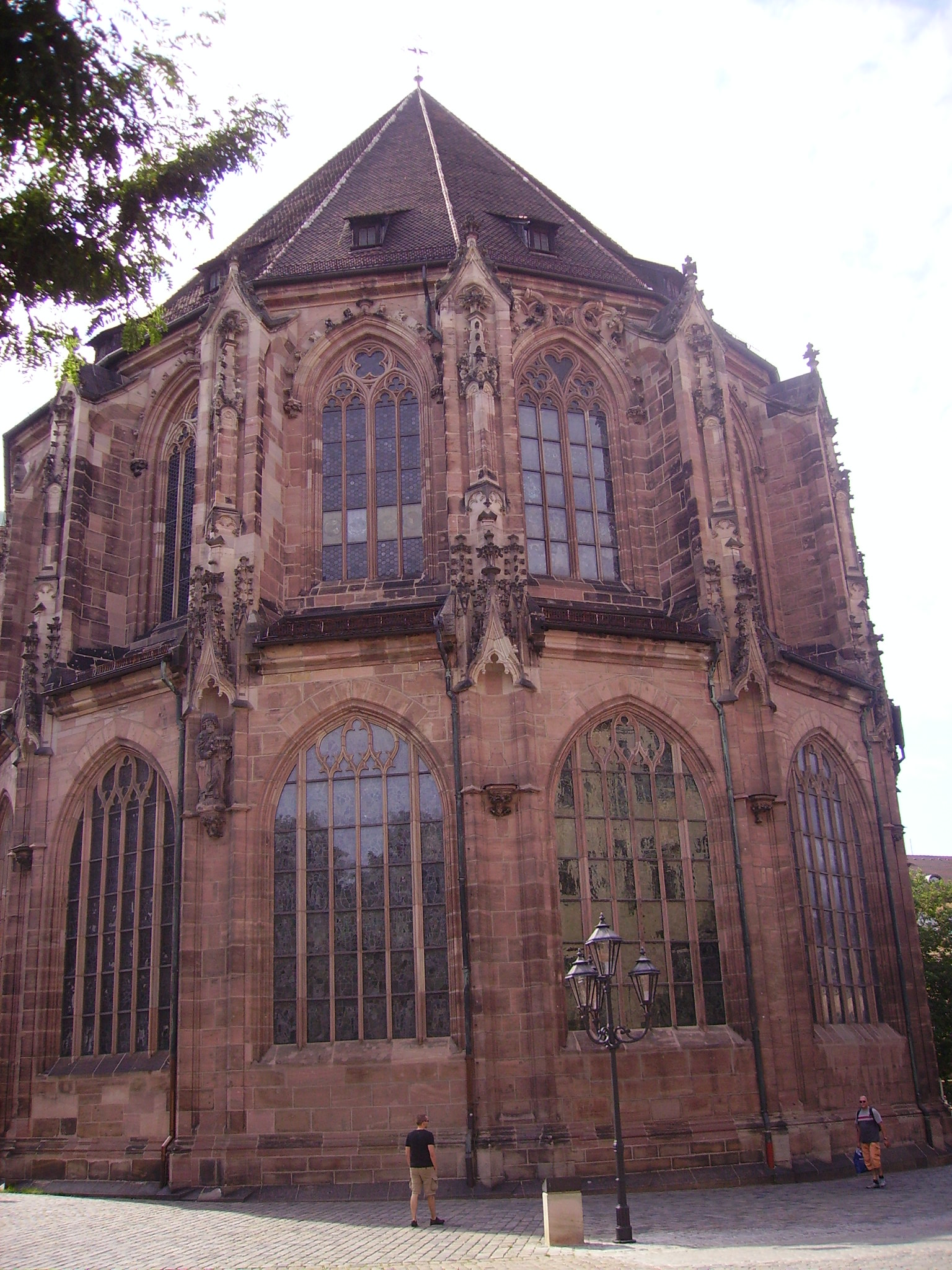
Absida
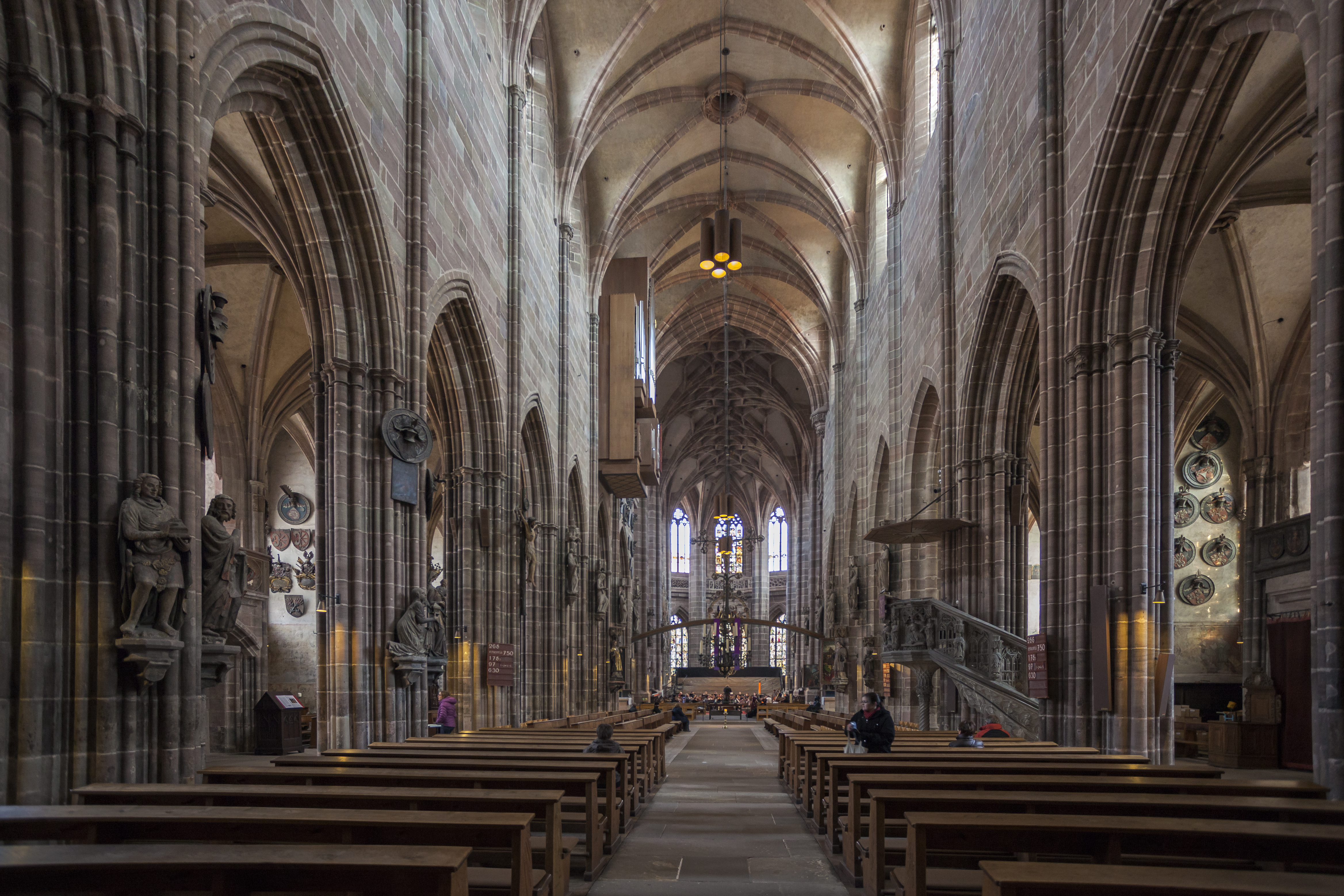
Interiorul
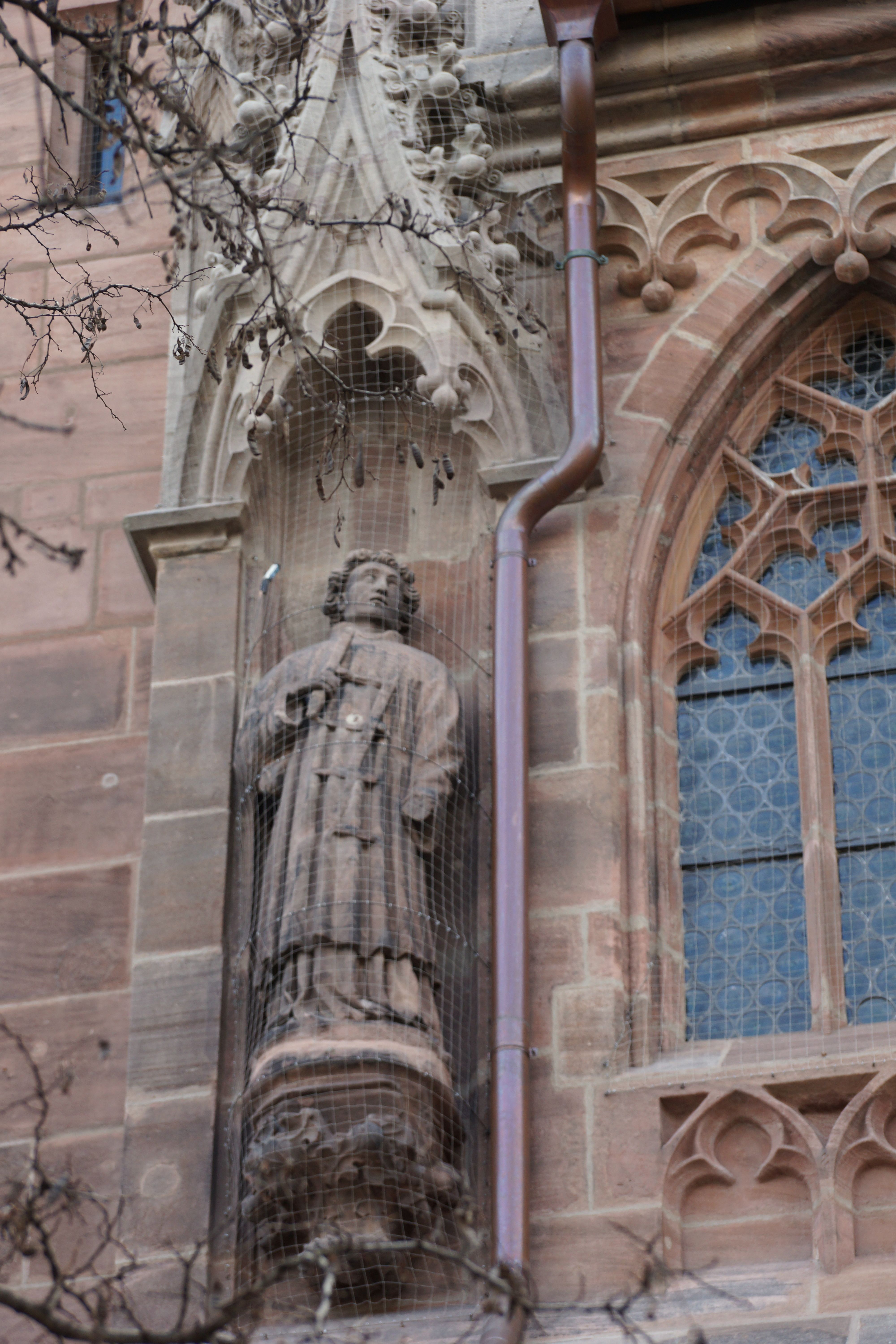
Statuia unui sfânt